# Генезіс Реаско
Генезіс Росангела Реаско Вальдес (ісп. Génesis Rosángela Reascos Valdéz; нар. 18 липня 1998) — еквадорська борчиня вільного стилю, чемпіонка, триразова срібна та бронзова призерка Панамериканських чемпіонатів, бронзова призерка Панамериканських ігор, чемпіонка Південноамериканських ігор, срібна призерка Боліваріанських ігор, учасниця Олімпійських ігор.

## Життєпис
У 15 років приїхала до Есмеральдаса, щоб займатись спортом. Спочатку недовго займалась баскетболом, але її тренер сказав, що вона може більше розкрити свій потенціал у боротьбі. Там же вона познайомилася з Сесаром Карраседо, тренером спортивної федерації Манабі, який тренував її із самого початку її кар'єри.
У 2015 році здобула срібну медаль Панамериканського чемпіонату серед кадетів. Наступного року стала Панамериканською чемпіонкою серед юніорів.
У 2019 році дебютувала на дорослому Панамериканському чемпіонаті, здобувши срібну нагороду. У 2021 та 2022 році повторила цей результат, у 2023 стала бронзовою призеркою, а у 2024 — чемпіонкою Панамериканської першості.
У 2022 році стала чемпіонкою Південноамериканських ігор, срібною призеркою Боліваріанських ігор та дебютувала на чемпіонаті світу, посівши п'яте місце. У 2023 здобула бронзу на Панамериканських іграх.
У 2024 році дебютувала на Олімпійських іграх в Парижі, посівши п'яту сходинку. У першому колі вона програла представниці Японії Кагамі Юка з рахунком 0-2. Японка вийшла до фіналу, що дозволило Генезіс поборотися за бронзову олімпійську медаль у втішному турнірі. У першому поєдинку вона здолала з рахунком 3-1 представницю Туреччини Ясемін Адар, але у вирішальній сутичці поступилась колумбійці Тетяні Рентерії з рахунком 1-2.

## Спортивні результати на міжнародних змаганнях

### Виступи на Олімпіадах
| Змагання                    | Збірна  | Вагова категорія          | Місце |
| --------------------------- | ------- | ------------------------- | ----- |
| Літні Олімпійські ігри 2024 | Еквадор | жіноча боротьба, до 76 кг | 5     |

### Виступи на Чемпіонатах світу
| Змагання                        | Збірна  | Вагова категорія          | Місце |
| ------------------------------- | ------- | ------------------------- | ----- |
| Чемпіонат світу з боротьби 2022 | Еквадор | жіноча боротьба, до 76 кг | 5     |
| Чемпіонат світу з боротьби 2023 | Еквадор | жіноча боротьба, до 76 кг | 21    |

### Виступи на Панамериканських чемпіонатах
| Змагання                                   | Збірна  | Вагова категорія          | Місце  |
| ------------------------------------------ | ------- | ------------------------- | ------ |
| Панамериканський чемпіонат з боротьби 2019 | Еквадор | жіноча боротьба, до 76 кг | Срібло |
| Панамериканський чемпіонат з боротьби 2020 | Еквадор | жіноча боротьба, до 76 кг | 7      |
| Панамериканський чемпіонат з боротьби 2021 | Еквадор | жіноча боротьба, до 76 кг | Срібло |
| Панамериканський чемпіонат з боротьби 2022 | Еквадор | жіноча боротьба, до 76 кг | Срібло |
| Панамериканський чемпіонат з боротьби 2023 | Еквадор | жіноча боротьба, до 76 кг | Бронза |
| Панамериканський чемпіонат з боротьби 2024 | Еквадор | жіноча боротьба, до 76 кг | Золото |

### Виступи на Панамериканських іграх
| Змагання                  | Збірна  | Вагова категорія          | Місце  |
| ------------------------- | ------- | ------------------------- | ------ |
| Панамериканські ігри 2019 | Еквадор | жіноча боротьба, до 76 кг | 8      |
| Панамериканські ігри 2023 | Еквадор | жіноча боротьба, до 76 кг | Бронза |

### Виступи на Південноамериканських іграх
| Змагання                       | Збірна  | Вагова категорія          | Місце  |
| ------------------------------ | ------- | ------------------------- | ------ |
| Південноамериканські ігри 2022 | Еквадор | жіноча боротьба, до 76 кг | Золото |

### Виступи на Боліваріанських іграх
| Змагання                 | Збірна  | Вагова категорія          | Місце  |
| ------------------------ | ------- | ------------------------- | ------ |
| Боліваріанські ігри 2022 | Еквадор | жіноча боротьба, до 76 кг | Срібло |

### Виступи на інших змаганнях
| Змагання                                                        | Збірна  | Вагова категорія          | Місце  |
| --------------------------------------------------------------- | ------- | ------------------------- | ------ |
| Турнір міста Сассарі з боротьби 2019                            | Еквадор | жіноча боротьба, до 76 кг | 11     |
| Меморіал Маттео Пелліконе 2020                                  | Еквадор | жіноча боротьба, до 76 кг | 16     |
| Олімпійський кваліфікаційний турнір з боротьби 2020 (Оттава)    | Еквадор | жіноча боротьба, до 76 кг | Бронза |
| Меморіал Маттео Пелліконе 2021                                  | Еквадор | жіноча боротьба, до 76 кг | 7      |
| Відкритий чемпіонат Загреба з боротьби 2023                     | Еквадор | жіноча боротьба, до 76 кг | 11     |
| Турнір Ібрагіма Мустафи 2023                                    | Еквадор | жіноча боротьба, до 76 кг | 8      |
| Турнір К. У. Кожомкула і Р. Санатбаєва 2023                     | Еквадор | жіноча боротьба, до 76 кг | Бронза |
| Меморіал Імре Поляка та Яноша Варги 2023                        | Еквадор | жіноча боротьба, до 76 кг | Бронза |
| Відкритий чемпіонат Польщі з боротьби 2023                      | Еквадор | жіноча боротьба, до 76 кг | Золото |
| Меморіал Іона Корнеану і Ладислава Сімона 2023                  | Еквадор | жіноча боротьба, до 76 кг | Золото |
| Олімпійський кваліфікаційний турнір з боротьби 2024 (Акапулько) | Еквадор | жіноча боротьба, до 76 кг | Золото |
| Меморіал Імре Поляка та Яноша Варги 2024                        | Еквадор | жіноча боротьба, до 76 кг | Бронза |

### Виступи на змаганнях молодших вікових груп
| Змагання                                                 | Збірна  | Вагова категорія          | Місце  |
| -------------------------------------------------------- | ------- | ------------------------- | ------ |
| Панамериканський чемпіонат з боротьби серед кадетів 2015 | Еквадор | жіноча боротьба, до 70 кг | Срібло |
| Панамериканський чемпіонат з боротьби серед юніорів 2016 | Еквадор | жіноча боротьба, до 72 кг | Золото |
| Чемпіонат світу з боротьби серед молоді 2021             | Еквадор | жіноча боротьба, до 76 кг | 5      |